# Cosmas Schmalfus
Cosmas Schmalfus (auch Kosmas; auch Schmalfuss/Schmalfuß; * 4. Mai 1730 in Rabenstein als František Ferdinand Schmalfus oder Franz von Paula Schmalfus; † 28. Oktober oder 30. Oktober 1811 in Biela) war ein böhmischer Augustinerpater und Hochschullehrer.

## Leben
Schmalfus trat bereits 1745 im Kloster Dolní Ročov in den Augustinerorden ein. Am 12. Juni 1746 legte er die Gelübde ab. Im März 1753 erfolgte seine Priesterweihe, bevor er ab 1754 als Lehrer der Philosophie im Orden tätig wurde. Von 1757 an lehrte er im Prager Kloster. 1759 wurde er von Maria Theresia zum Examinator der Philosophie an der Karls-Universität Prag ernannt. In dieser Eigenschaft wurde er 1760 zum Definitor gewählt und erhielt 1761 den philosophischen Magistergrad.
Schmalfus wurde 1763 Direktor der Prager Hausstudienanstalt der Augustiner und 1764 zudem zum erzbischöflichen Synodalexaminator ernannt. 1766 wechselte er als Assistent für die deutschen Ordensprovinzen nach Rom. Als solcher katalogisierte er die dortige Ordensbibliothek. Nach kurzer Zeit als Generalkommissar in der böhmischen Ordensprovinz wurde er 1773 erneut zum Assistent nach Rom bestellt, bevor er 1777 als Provinzial nach Prag zurückkehrte. In diesem Zug wurde er auch Professor der Theologie der Prager Universität.
Schmalfus hatte an der Prager Universität 1779 das Amt des Dekans inne, 1781 das Amt des Prorektors und 1784 das Amt des Rektors. Außerdem war er 1795 und 1801 erneut Provinzial. Überdies war er Bibliothekar der Augustiner in Prag.

## Werke (Auswahl)
- Institutiones philosophiae eclecticae, Prag 1755.
- Historia religionis et ecclesiae christianae, 6 Bände, Prag 1792–1793.
- Dissertatio de auxiliis divinae gratiae, 1763.
- Commentarius in cap. 10–12 libri S. Augustini de correptione et gratia, adjecta apologia pro Mag. J. L. Berti, 1765.